# Kateryna Polowyntschuk
Kateryna Ihoriwna Polowyntschuk (ukrainisch Катерина Ігорівна Половинчук, englische Transkription: Kateryna Polovinchuk; * 24. November 1995 in Kiew) ist eine ukrainische Poolbillardspielerin. Sie ist mit 19 Titeln ukrainische Rekordmeisterin und wurde 2016 Vizeeuropameisterin in der Disziplin 8-Ball.

## Karriere

### Poolbillard
Kateryna Polowyntschuk begann im Alter von 11 Jahren mit dem Billardspielen. 2008 gewann sie ihre erste Medaille bei der ukrainischen Meisterschaft, als sie beim 14/1-endlos-Wettbewerb das Halbfinale erreichte und Wiktorija Nahorna mit 9:50 unterlag. Ein Jahr später gewann sie die Bronzemedaille im 10-Ball. Im April 2010 gelang ihr der erste Turniersieg beim ukrainischen Pokal. Im Juni wurde sie in allen vier Disziplinen (14/1 endlos, 8-Ball, 9-Ball, 10-Ball) ukrainische Juniorenmeisterin. Wenig später nahm sie zum ersten Mal an der Jugendeuropameisterschaft teil und erreichte unter anderem das Viertelfinale im 10-Ball. Im Dezember 2010 zog sie bei der ukrainischen Meisterschaft der Damen im 14/1 endlos erstmals ins Finale ein und verlor mit 20:75 gegen Wiktorija Nahorna. Am Tag darauf traf sie im 8-Ball-Endspiel erneut auf Nahorna. Diesmal setzte sich Polowyntschuk mit 6:3 durch und wurde kurz nach ihrem 15. Geburtstag zum ersten Mal ukrainische Meisterin. Im 10-Ball wurde sie nach einer Halbfinalniederlage gegen Nahorna Dritte.
2011 wurde Polowyntschuk erstmals für die Dameneuropameisterschaft nominiert. Im Sommer 2011 gewann sie bei der ukrainischen Juniorenmeisterschaft erneut alle vier Titel. Bei der Jugend-EM 2011 verpasste sie bei allen drei Wettbewerben die Finalrunde. Ende 2011 wurde sie dreimal ukrainische Meisterin. Nachdem sie im 14/1 endlos im Halbfinale ausgeschieden war, besiegte sie in den Endspielen Olha Haschkowa mit 6:5 (8-Ball), Marija Issajenko mit 7:3 (9-Ball) und Daryna Krasnoschon mit 7:2 (10-Ball).
Bei der EM 2012 gelang ihr erstmals der Einzug in die Finalrunde. Sie erreichte das Viertelfinale im 14/1 endlos und das Achtelfinale im 8-Ball. Im selben Jahr wurde sie erneut vierfache nationale Juniorenmeisterin. Wenig später gewann sie bei der Jugend-EM ihre erste Medaille. Sie zog beim 8-Ball-Wettbewerb ins Finale ein, in dem sie der Belgierin Kamila Khodjaeva mit 2:5 unterlag. Bei der ukrainischen Meisterschaft 2012 gelang ihr durch einen 75:55-Finalsieg gegen Wiktorija Nahorna der erstmalige Titelgewinn im 14/1 endlos. Im 9-Ball verteidigte sie mit einem 7:1-Endspielsieg gegen Alina Holubjewa ihren Titel. Zudem gewann sie die Bronzemedaille im 8-Ball und Silber im 10-Ball.
Bei der EM 2013 erreichte sie im 9-Ball das Achtelfinale. Bei der ukrainischen Juniorenmeisterschaft 2013 gewann Polowyntschuk in drei Disziplinen. Das 10-Ball-Finale verlor sie jedoch gegen Ljubow Schyhajlowa. Im August 2013 wurde sie im 9-Ball durch einen 6:3-Finalsieg gegen Sabrina Hammer Jugendeuropameisterin. Im November gewann sie im Endspiel gegen Daryna Sirantschuk das Finalturnier des ukrainischen 9-Ball-Pokals. Wenig später zog sie bei der Juniorenweltmeisterschaft ins Halbfinale ein, in dem sie sich der Japanerin Yuki Hiraguchi mit 2:6 geschlagen geben musste. Bei der ukrainischen Meisterschaft 2013 gewann sie durch Finalsiege gegen Daryna Krasnoschon beziehungsweise Wiktorija Nahorna die Titel im 14/1 endlos, 10-Ball und zum dritten Mal in Folge im 9-Ball.
Bei der EM 2014 erreichte Polowyntschuk erneut ein Achtelfinale, diesmal im 14/1 endlos. Bei ihrer letzten Teilnahme an der ukrainischen Juniorenmeisterschaft gewann sie zum vierten Mal alle vier Meistertitel. Ende 2014 wurde sie nach Finalsiegen gegen Ljubow Schyhajlowa ukrainische Meisterin im 14/1 endlos und 8-Ball sowie nach Niederlagen gegen Wiktorija Nahorna Vizemeisterin im 9-Ball und 10-Ball.
2015 gewann Polowyntschuk das Finalturnier des ukrainischen 9-Ball-Pokals. Beim Kremlin Cup 2015 schied sie in der Vorrunde aus, nachdem sie gegen Alexander Kazakis und Titelverteidiger Ruslan Tschinachow verloren hatte. Wenig später errang sie bei den Treviso Open ihre erste Podestplatzierung auf der Euro-Tour. Sie zog unter anderem mit Siegen gegen Jasmin Ouschan, Kristina Tkatsch und Ina Kaplan ins Finale ein, in dem sie der Polin Oliwia Czupryńska mit 2:7 unterlag. Im Dezember 2015 wurde sie in allen Disziplinen ukrainische Meisterin. Die vier Endspiele hatte sie gegen Wiktorija Nahorna gewonnen.
Nachdem sie im Vorjahr nicht an der EM teilgenommen hatte, gelang Polowyntschuk bei der Europameisterschaft 2016 ihr bis dahin größter Erfolg. Sie erreichte im 8-Ball das Finale, in dem sie sich der Russin Kristina Tkatsch trotz einer 3:1-Führung mit 3:6 geschlagen geben musste. Im Juni 2016 gewann sie bei den North Cyprus Open nach einer Halbfinalniederlage gegen Tkatsch ihre zweite Euro-Tour-Medaille. Vier Monate später gelang ihr in Tallinn im Finale gegen Agnė Jarušauskaitė der erste Turniersieg bei der Baltic Pool League. Im November 2016 gewann sie zum zweiten Mal in Folge das Finalturnier des ukrainischen 9-Ball-Pokals. Bei der ukrainischen Meisterschaft 2016 gelang ihr in den Disziplinen 14/1 endlos und 8-Ball mit Siegen gegen Wiktorija Nahorna und Daryna Sirantschuk die Titelverteidigung. Im 9-Ball schied sie im Halbfinale aus. Am 10-Ball-Wettbewerb konnte sie nicht teilnehmen, da sie bei der gleichzeitig in China stattfindenden 9-Ball-Weltmeisterschaft spielte. In Emeishan erreichte sie die Runde der letzten 32, in der sie der Taiwanerin Chou Chieh-yu mit 2:9 unterlag.
Bei der EM 2017 gelangte Polowyntschuk im 10-Ball ins Halbfinale und unterlag der späteren Europameisterin Amalia Matas. Im September 2017 gewann sie mit einem 7:1-Finalsieg gegen den Litauer Evaldas Sutkus die Kaunas Open. Wenig später erreichte sie bei den Klagenfurt Open das Halbfinale und schied gegen Chen Siming aus. Bei der ukrainischen Meisterschaft 2017 nahm sie an drei der vier Wettbewerbe teil und erreichte dreimal das Finale, in dem sie jeweils auf Daryna Sirantschuk traf. Nachdem Polowyntschuk im 14/1 endlos zum sechsten Mal in Folge und im 8-Ball zum vierten Mal in Folge ukrainische Meisterin geworden war, musste sie sich im 9-Ball-Finale knapp mit 6:7 geschlagen geben.

### Snooker
Im Dezember 2014 wurde Polowyntschuk bei ihrer ersten Teilnahme an einem Snookerturnier durch einen 3:2-Finalsieg gegen Daryna Sirantschuk ukrainische Meisterin. 2015 erreichte sie bei der ukrainischen U21-Meisterschaft das Halbfinale.

## Erfolge
Poolbillard
- Ukrainische 8-Ball-Meisterin: 2010, 2011, 2014, 2015, 2016, 2017
- Ukrainische 9-Ball-Meisterin: 2011, 2012, 2013, 2015
- Ukrainische 10-Ball-Meisterin: 2011, 2013, 2015
- Ukrainische 14/1-endlos-Meisterin: 2012, 2013, 2014, 2015, 2016, 2017
- 9-Ball-Jugendeuropameisterin: 2013
- Ukrainische 9-Ball-Pokalsiegerin: 2013, 2015, 2016
- Kaunas Open: 2017

Snooker
- Ukrainische Meisterin: 2014